# Parque Morningside (Nueva York)
El parque Morningside, conocido en inglés como Morningside Park, consta de 30 acres (12 hectáreas) y es un parque público en el Alto Manhattan, en la ciudad de Nueva York. El parque es acotado al sur por la 110.ª Calle, al norte por la 123.ª, la avenida Morningside al oriente, y el paseo Morningside al poniente. Un acantilado hecho de esquisto de Manhattan atraviesa el parque y separa el barrio de Morningside Heights del barrio de Harlem. El parque contiene otros afloramientos rocosos; una laguneta artificial y cascada; tres esculturas; varios campos de deportes; campos de juego; y un arboreto. El parque Morningside es operado por el Departamento de Parques y Recreación de la Ciudad de Nueva York, y el grupo Amigos del parque Morningside ayuda a mantenerlo.
Un parque en esta ubicación fue inicialmente propuesto por los comisarios de Central Park en 1867, y la ciudad encargó a los diseñadores de este, Frederick Law Olmsted y Calvert Vaux un diseño para el nuevo parque en 1873. Jacob Wrey Mould fue contratado para rediseñarlo en 1880, pero poco progreso ocurrió hasta que Olmsted y Vaux modificaron los planos tras la muerte de Mould en 1886. Las esculturas fueron instaladas después de la finalización del parque en 1895.
A finales del siglo XX, el parque mereció una reputación de peligroso por sus altos índices delictivos, y varios grupos ingeniaron planes a fin de renovarlo. Se construyeron la cascada y laguneta en 1990, y el arboreto fue añadido en 1998. Empero, en 2019 y 2021 serían asesinados en sus inmediaciones sendos estudiantes de la vecina Universidad de Columbia.

## Historia

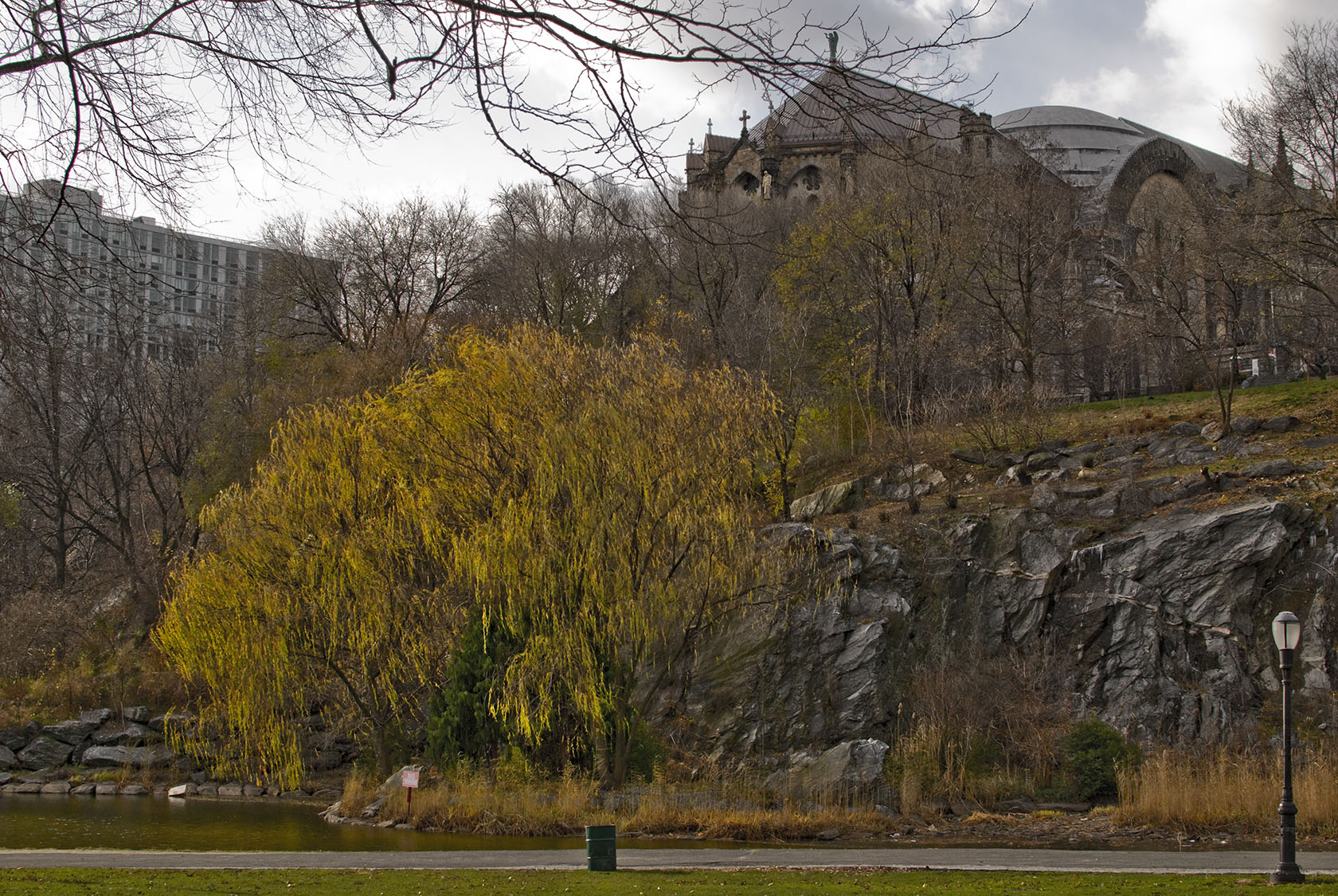
El distintivo acantilado del parque, de esquisto de Manhattan. La Catedral de San Juan el Divino aparece sobre el acantilado, y la laguneta del parque a la izquierda.

Colonos holandeses ocuparon Manhattan desde principios del siglo XVII y nombraron el área adyacente al futuro parque Vredendal, que significa 'pacífico valle'. Los bajíos al este se llamaban Flacken en holandés, y más tarde se les llamó Flats en inglés, esto es, llanos. La tierra al este no fue  inicialmente colonizada debido a su topografía pantanosa. El área se conoció como llano de Montagne (o de Montayne) desde los tiempos de Johannes de la Montagne, uno de los primeros colonos en Nueva Haarlem en 1658; poseía aproximadamente 200 acres (81 ha) entre las actuales calles 109.º y 124. La frontera occidental del área era el acantilado, mientras la frontera oriental era un riachuelo que desembocaba en el Río Este. El llano de Montagne fue parcelado en 1662, y cuatro años más tarde un nuevo fuero para Nueva Harlem fue emitido por los ingleses, quienes se habían hecho con la colonia, rebautizándola Nueva York. Durante los siglos XVII y XVIII, el acantilado formó una frontera geopolítica entre Harlem al este y Heights al oeste.

### Origen del nombre
Cuando alrededor de 1870 las autoridades de la ciudad de Nueva York propusieron la construcción del parque, se le llamó Morningside (español: ladera matinal o lado matinal) porque el sol matutino baña la planicie frente al acantilado y al acantilado mismo.

### Historia reciente

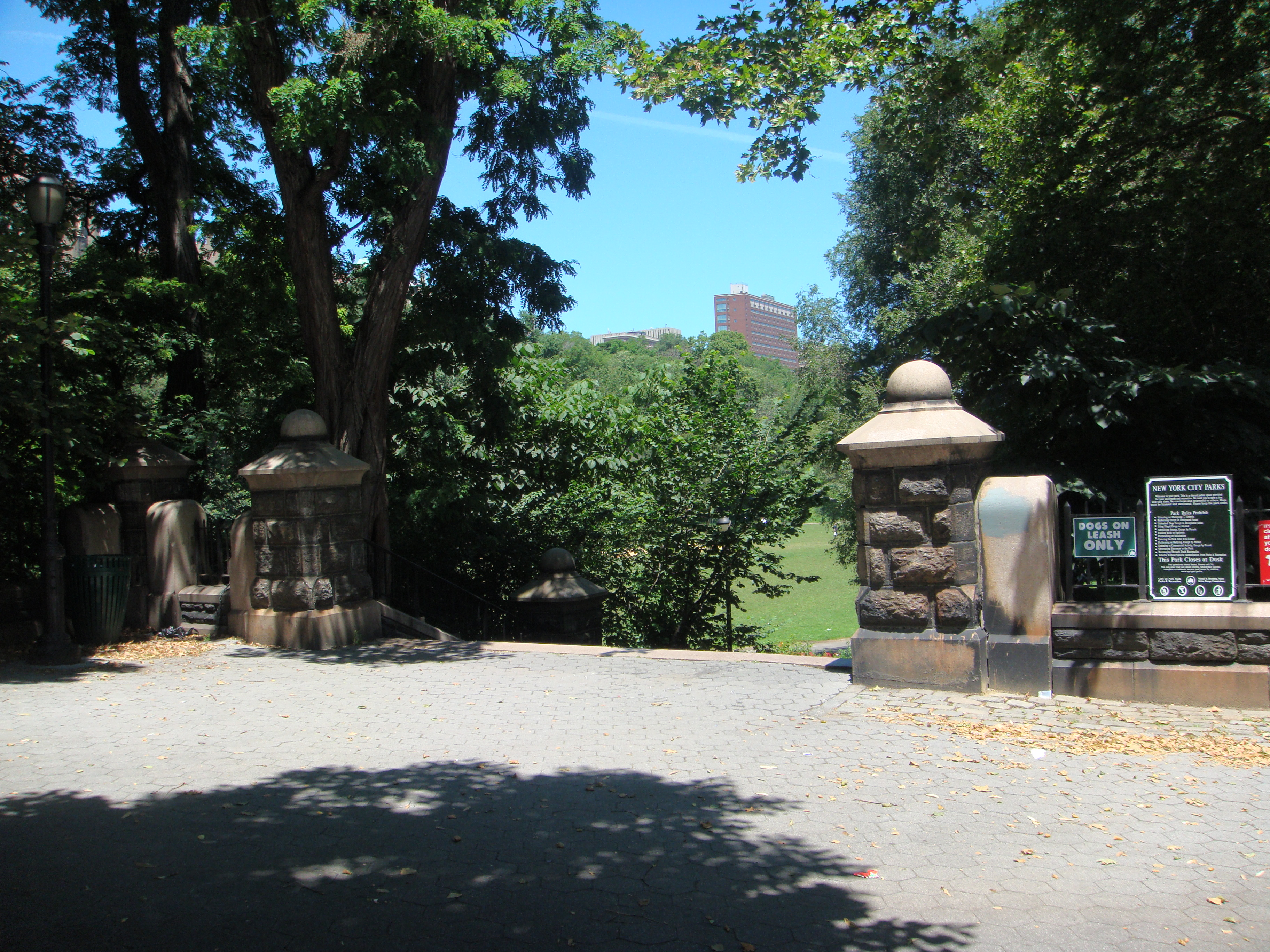
Una de las entradas al parque, flanqueada por rudimentarias columnas.

A partir de los años 1960, el parque Morningside adquirió reputación de ser inseguro e insalubre. El parque fue el lugar de varios asesinatos, asaltos y otros crímenes, lo que aumentó su mala fama. La basura llenaba el parque y se convirtió en un lugar frecuentado por vagos. Los delitos eran tan comunes allí que los residentes de Morningside Heights lo apodaron Muggingside Park, esto es, «parque de los asaltos».
Acabadas las renovaciones de 1993, solo había un trabajador de mantenimiento para todo el parque. Como resultado, la parte norte del parque todavía estaba cubierta de maleza y era frecuentada por drogadictos.
Pese al aburguesamiento del barrio circundante al parque en los años 2010, el temor al crimen persistió, especialmente después del asesinato a puñaladas de Tessa Majors en el parque en 2019.  El también estudiante de la Universidad de Columbia, Davide Giri, fue apuñalado fatalmente en las inmediaciones en 2021 en lo que The New York Times llamó «una espeluznante repetición» de la muerte de Majors.